# 北施塔珀尔
北施塔珀尔（德語：Norderstapel，發音：[ˈnɔʁdɐˌʃtaːpl̩]）是德国石勒苏益格-荷尔斯泰因州石勒苏益格-弗伦斯堡县曾经的一个市镇，面积16.01平方千米，2016年12月31日人口为767人。2018年3月1日，北施塔珀尔与市镇南施塔珀尔合并为新市镇施塔珀尔。